# Nguyễn Hồng Sơn (Hưng Yên)
Nguyễn Hồng Sơn (sinh ngày 4 tháng 12 năm 1960) là một chính trị gia người Việt Nam. Ông từng là đại biểu Quốc hội Việt Nam khóa 12 nhiệm kì 2007-2011 và khóa 13 nhiệm kì 2011-2016 thuộc đoàn đại biểu Hà Nội.

## Tiểu sử
Ngày sinh: 4/12/1960
Giới tính: Nam
Dân tộc: Kinh
Tôn giáo: Không
Quê quán: Xã Đức Hợp, huyện Kim Động, Hưng Yên
Trình độ chính trị: Trung cấp lý luận chính trị
Trình độ chuyên môn: Tiến sỹ kinh tế, Kỹ sư tự động hóa
Nghề nghiệp, chức vụ: Chủ tịch Hội đồng quản trị, Tổng giám đốc Tập đoàn đầu tư phát triển Hà Nội, Chủ tịch Hiệp hội doanh nghiệp thành phố Hà Nội, Chủ tịch Hội liên lạc với người Việt Nam ở nước ngoài thành phố Hà Nội, Chủ tịch Hiệp hội phát triển hàng tiêu dùng Việt Nam, Phó Chủ tịch hội đồng trung ương các hiệp hội doanh nghiệp Việt Nam, Phó Chủ tịch Phòng Thương mại và Công nghiệp Việt Nam VCCI, Ủy viên Hội đồng Đại học Quốc gia Hà Nội, Ủy viên Ủy ban MTTQVN thành phố Hà Nội; Ủy viên Ủy ban Đối ngoại của Quốc hội
Nơi làm việc: Tập đoàn đầu tư phát triển thành phố Hà Nội và Hiệp hội doanh nghiệp thành phố Hà Nội
Nơi ứng cử: TP Hà Nội
Đại biểu Quốc hội khoá: XII,XIII
Đại biểu chuyên trách: Không
Đại biểu Hội đồng nhân dân: Đại biểu HĐND thành phố (2004-2011)